# Michel Pialat
Pour les articles homonymes, voir Pialat.
Michel Pialat, né le 14 juin 1945 à Nîmes et décédé le 17 juillet 2014 dans le 18e arrondissement de Paris, est un joueur français de Scrabble. Il a remporté le championnat de France de Scrabble classique en 1977, face à plus de mille autres joueurs et a remporté la dotation de 3000 FRF. Pialat a également disputé le premier championnat de France de Scrabble duplicate, se classant deuxième. Le tournoi à l'époque fut ouvert à tout le monde et le tournoi fut remporté par Patrick Spaeter, un Belge. Pialat est considéré comme l'un les joueurs les plus durables, ayant fini 2e aux championnats de France en 1976 et 150e sur 766 joueurs en 2007. Il a aussi écrit et publié plusieurs ouvrages sur le Scrabble.

## Palmarès
- Champion de France en formule classique : 1977
- Champion de France par paires : 1976[2]
- Vice-champion de France en formule duplicate : 1976[2]
- Vice-champion du monde en formule duplicate : 1977[2]

## Ouvrages
- Grand Dictionnaire du Scrabbleur (Larousse)
- Larousse du Scrabble (Larousse)
- Le Scrabble 2 à 6 plus une (Larousse), 1990,  (ISBN 2-03340-490-0)
- Le Scrabble 7+1 (Larousse)
- Nouvelle Encyclopédie du Scrabble (France Loisirs)